# Glandularia phlogiflora
Glandularia phlogiflora là một loài thực vật có hoa trong họ Cỏ roi ngựa. Loài này được (Cham.) Schnack & Covas mô tả khoa học đầu tiên năm 1944.